# Heckler & Koch
Heckler & Koch GmbH (abreviada H&K o HK)  es una empresa alemana dedicada a la fabricación de pistolas, fusiles de asalto, ametralladoras y lanzagranadas. Tiene su sede en Oberndorf am Neckar, Baden-Württemberg, Alemania. También tiene filiales en el Reino Unido, Francia y los Estados Unidos.
El Grupo Heckler & Koch alberga a Heckler & Koch GmbH, Heckler & Koch Defense, NSAF Ltd. y Heckler & Koch France SAS. El lema de la empresa es "Keine Kompromisse!" ("¡Sin compromisos!"). HK provee de armas de fuego a muchas unidades militares y fuerzas policiales como: el Ejército Español, Policía Nacional y Guardia Civil de España, el Servicio Aéreo Especial del Reino Unido, la Real Marechaussee de los Países Bajos, los SEAL de la Marina de los Estados Unidos, Delta Force, el Equipo de Rescate de Rehenes del FBI, el Grupo de Trabajo Conjunto 2 de Canadá, el KSK y el GSG 9 de Alemania.
HK tiene un historial de innovación en armas de fuego, como el uso de polímeros en el diseño de las armas o un riel para linternas en las pistolas. HK también ha desarrollado el cañón de rifle poligonal moderno que se caracteriza por su alta precisión, mayor velocidad y mayor durabilidad.

## Historia
Tras la Segunda Guerra Mundial Oberndorf am Neckar estuvo bajo control francés y la fábrica Waffenfabrik Mauser AG fue desmantelada. Todos los registros de la fábrica fueron destruidos. En 1948 tres antiguos ingenieros de Mauser, Edmund Heckler, Theodor Koch y Alex Seidel, salvaron lo que pudieron de aquella fábrica y lo usaron para empezar la fábrica de maquinaria Engineering Office Heckler & Co.
El 28 de diciembre de 1949, Engineering Office Heckler & Co. cambió su nombre oficialmente por Heckler & Koch GmbH. Inicialmente, la nueva compañía fabricaba maquinaria, bicicletas, partes de máquinas de coser, medidores y otros instrumentos de precisión.
En 1956, la Bundeswehr inició pruebas ampliadas con 400 fusiles CETME, de diseño español, conocido en la República Federal Alemana como Automatisches Gewehr G3 (fusil automático G3). Heckler & Koch realizó una serie de cambios en este modelo y, en enero de 1959, la Bundeswehr adoptó oficialmente la propuesta de fusil automático de Heckler & Koch G3. En 1961 Heckler & Koch desarrolló la ametralladora multipropósito HK 21 de 7.62×51mm, basada en el fusil G3.
En 1966,  Heckler & Koch diseñó el subfusil HK 54, que se puso a la venta en 1969 como MP5. Dos años después, la compañía creó el fusil de asalto HK33 de 5.56×45mm, una versión más pequeña del fusil G3 adaptada como arma de 5.56mm de la OTAN.

### Diversificación
En 1974, Heckler & Koch se diversificó con dos organizaciones más: HK Defense and Law Enforcement Technology y HK Hunting and Sports Firearms. Desde entonces, HK ha diseñado y fabricado más de 100 tipos diferentes de armas de fuego y dispositivos para organizaciones militares y policiales de otros países del mundo, así como para deportistas y cazadores.
En 1990,  Heckler & Koch completó el prototipo del HK G11, tras dos décadas de desarrollo de un innovador sistema de munición sin casquillo. La compañía también produjo prototipos del HK G41 para el Bundeswehr. Debido al clima político internacional de entonces (recortes presupuestarios en defensa de la Alemania Occidental y la Oriental) la compañía fue incapaz de conseguir contratos del gobierno alemán para producir alguno de estos sistemas y sus finanzas se debilitaron. En 1991, HK fue comprada por la división British Aerospace de la Royal Ordnance británica.
Durante 1994 y 1995 el gobierno alemán hizo contratos con Heckler & Koch para producir un fusil de asalto estándar y para actualizar las armas de mano del Bundeswehr. HK desarrolló el Proyecto HK50 para producir un fusil de asalto de fibra de carbono (un polímero reforzado) de poco peso. Este fue el HK G36. Además, HK produjo la pistola HK P8, derivada de la serie de pistolas Universale Selbstladepistole (USP), que producían desde 1989. La P8 fue adoptada como pistola estándar del Bundeswehr en 1994 y el fusil G36 en 1995.
Tras la fusión en 1999 de British Aerospace y Marconi Electronic Systems, HK fue adquirida por BAE Systems y fue contratada para renovar el fusil SA80 del Ejército Británico. En 2002 BAE Systems se reestructuró y vendió HK a un grupo de inversores privados, que crearon el grupo alemán HK Beteiligungs GmbH.
En 2003, el Grupo HK Beteiligungs GmbH se reestructuró y pasó a ser Heckler & Koch Jagd und Sportwaffen GmbH (HKJS). Sus áreas de negocio se dispusieron en dos organizaciones similares a las de 1974: Defense and Law Enforcement y Sporting Firearms. En 2004 a HK se le otorgó un contrato del Departamento de Seguridad Nacional de los Estados Unidos de 26.2 millones de dólares para fabricar 65.000 pistolas. Aquel fue el mayor contrato para adquisición de pistolas en la historia de las fuerzas del orden de los Estados Unidos.
HK fue contratada por el Ejército de los Estados Unidos para producir proyectiles de energía cinética, como parte del Programa Objective Individual Combat Weapon (OICW), para reemplazar los lanzagranadas M203 que se acoplaban al fusil M16. En el OICW se diseñaron balas de 5.56 mm y granadas de 25 mm. El componente de energía cinética también se desarrolló por separado para el XM8, aunque tanto el OICW como el XM8 están ahora suspendidos indefinidamente.
Heckler & Koch desarrolló una variante de la carabina Colt M4, comercializada como HK 416.
En las Fuerzas Armadas de los Estados Unidos el fusil HK M27 IAR fue adoptado por el Cuerpo de Marines y cuerpos de élite como los Delta Force o las Unidades de Operaciones Especiales de los Estados Unidos han usado el HK 416 en combate. El senador de Oklahoma Tom Coburn convocó un concurso libre para determinar si el ejército debía de comprar el HK 416 o continuar mejorando las carabinas M4. El secretario del Ejército, Pete Geren, acordó en julio de 2007 llevar a cabo una prueba en una cámara cerrada con el M4, los HK416 y HK XM8 y con el fusil de combate FN SCAR de Fabrique Nationale d'Herstal. Coburn dijo que detendría la aprobación del Senado si Geren no estaba de acuerdo tras el resultado de las pruebas. El fusil HK XM8 y el FN SCAR tuvieron menos fallos en las pruebas, seguidos de cerca por el HK 416, mientras que el M4 quedó más atrás. En 2007, el Ejército de Noruega se convirtió en el primero en adoptar el HK 416 como fusil estándar.
En Estados Unidos esta compañía tiene sedes en Virginia, Nuevo Hampshire y Georgia.

## Abreviaturas de HK
- A = Ausführung ("versión").
- G = Gewehr ("fusil").[25]
- K = Tanto kurz ("corto") para pistolas y subfusiles o  karabiner ("carabina") para fusiles.[26]
- AG = Tanto anbau-gerät ("dispositivo de ataque") como anbaugranatwerfer ("lanzagranadas acoplado")
- GMG = granatmaschinengewehr ("ametralladora lanzagranadas")[27]
- GMW = granatmaschinenwaffe ("lanzagranadas automático").[28]
- MG = maschinengewehr ("ametralladora").[27]
- MP = maschinenpistole ("subfusil").[29]
- PSG = präzisionsschützengewehr ("fusil de precisión para francotiradores").[30]
- PSP = polizei-selbstlade-pistole ("pistola automática para la policía").
- SD = schalldämpfer ("silenciador").[31] La MP5 tiene un silenciador integrado. La USP tiene una rosca para colocar el silenciador.
- SG = scharfschützengewehr ("fusil de francotirador").[32]
- SL = selbstlader ("automática").[33]
- UMP = universale maschinenpistole ("pistola ametralladora universal").[34]
- UCP = universal combat pistol ("pistola de combate universal").
- USC = universal self-loading carbine. ("carabina automática universal").
- USP = universale selbstladepistole. ("pistola automática universal").[35]
- VP = volkspistole.
- ZF = zielfernrohr ("mira telescópica").[36]

## Diseños notables de la familia Heckler & Koch
- Pistolas:  USP (variantes: P8, P2000, Mark 23), P7, SFP9, VP70, P30.
- Subfusiles: MP5, MP7, UMP.
- Fusiles de asalto: G3, G36, HK53, HK416, HK417, HK33, HK433, XM8.
- Fusiles semiautomáticos: HK SL6, HK SL7, HK SL8, HK 630, HK 770, HK 940.
- Fusiles de precisión: MSG90, HK PSG-1.
- Ametralladoras: HK21E, HK MG4.
- Lanzagranadas: HK69, HK79, AG36, HK GMG.
- Armas especiales:
  - HK G11: fusil de asalto experimental.
  - HK G41: fusil de asalto diseñado para reemplazar el HK G3; sustituido por el HK G36.
  - HK P11: pistola subacuática.

## Tráfico de armas
HK ha sido acusada de enviar armas pequeñas a zonas en conflicto como Bosnia y Nepal, y de obtener licencias para producir armas para gobiernos que no respetan los derechos humanos como Sudán, Tailandia y Birmania. Se ha argumentado que la compañía ha evadido las restricciones a la exportación de los Estados Unidos cuando tenía licencias para vender armas a zonas en conflicto como Indonesia, Sri Lanka y Sierra Leona.
Según el periódico Stuttgarter Nachrichten del 31 de agosto de 2011 y la cadena de televisión estatal ARD, una gran cantidad de fusiles G36 terminaron en manos de los rebeldes durante el ataque a las tropas de Muammar Gaddafi en Trípoli en agosto de 2011. Se desconoce cuántos de estos fusiles fueron exportados a Libia y por quién.

### Sentencia por venta de armas a México
El 21 de febrero de 2019 la empresa y dos de sus exempleados fueron condenados por un tribunal alemán de vender ilegalmente armas a distintos gobiernos de México que no cuentan con la debida observancia a los derechos humanos. Para lograr la venta dos empleados (el jefe de ventas I. Sahlmann y la empleada administrativa M. Beuter) habrían utilizado permisos fraudulentos en la venta de 4700 fusiles y municiones. Algunas de estas armas, como los fusiles Heckler & Koch G36, fueron usadas en hechos violentos por corporaciones policiacas.
El primero de ellos fue un ataque policiaco hecho por policías federales, estatales y locales a los estudiantes de la Escuela Normal Rural de Ayotzinapa y organizaciones campesinas en las que se usaron fusiles de alto poder para dispersar violentamente un bloqueo en la Autopista del Sol el 12 de diciembre de 2011 y en la que murieron los estudiantes Jorge Alexis Herrera y Gabriel Echeverría de Jesús. Según reportes de medios en la escena del crimen fueron localizados casquillos percutidos calibre 7.62, mismos que usaban los fusiles Heckler & Koch G3.
El segundo hecho criminal fue durante la Desaparición forzada de Iguala de 2014 en la noche del 26 al 27 de septiembre de 2014 en la que elementos de las policías municipales de Iguala y Cocula, las cuales habrían recibido las armas por conducto del Ejército Mexicano para el combate al crimen, fueron usadas contra los estudiantes de la Normal Rural de Ayotzinapa y otras víctimas.
Luego de un trabajo entre organizaciones de la sociedad civil y derechos humanos en México y Alemania, la Audiencia Provincial de Stuttgart dictó una multa de 3.7 millones de euros a la empresa y penas de libertad condicional a los dos empleados involucrados. El vocero de la Presidencia de la República de México, Jesús Ramírez Cuevas, opinó que el monto de la multa debería ir a las víctimas y sus familias.